# نتاليا بوكلونسكايا
ناتاليا بوكلونسكايا (بالروسية: Наталья Владимировна Поклонская)‏ (18 مارس 1980 -، بالروسية: Ната́лья Влади́мировна Покло́нская) المدعي العام لجمهورية القرم منذ 11 مارس 2014 عملت كمحامية في أوكرانيا منذ عام 2002 حتى فبراير 2014 عندما تم توظيفها بمنصب المدعي العام لشبه جزيرة القرم بعد انفصالها عن أوكرانيا.

## السيرة الذاتية

### النشأة والخدمة الأوكرانية
ولدت ناتاليا بوكلونسكايا في 18 مارس 1980 في قرية ميخايلوفكا فيلوهانسك أوبلاست، جمهورية أوكرانيا السوفيتية، وفي عام 1990، انتقلت عائلتها إلى إيفباتوريا في شبه جزيرة القرم بوكلونسكايا تخرجت من جامعة ايفباتوريا في عام 2002، وبعد تخرجها عملت بوكلونسكايا في مكتب المدعي العام الأوكراني حيث كانت في البداية مساعدة المدعي العام في فترة 2002 - 2010 وفي فترة 2010 - 2011 أصبحت رئيسة قسم القانون في مكتب القرم وهو القسم الذي كان مسؤولاً عن التعامل مع الجريمة المنظمة، وبعد ذلك انتقلت إلى مكتب المدعي العام الأوكراني في كييف حيث شغلت مناصب كبيرة، من ديسمبر حتى مارس 2014 كانت بوكلونسكايا أحد المحامين الكبار في الشعبة الثانية للمديرية العامة للشؤون الداخلية حيث كانت تشارك في التحقيق في المحاكمات وتشرف على النيابة العامة في تنفيذ القوانين أثناء الإجراءات الجنائية، وفي 25 فبراير 2014 قدمت بوكلونسكايا استقالتها حيث قالت "إنها تشعر بالخجل في العيش ببلد يسير فية النازيين الجدد في الشوارع ويمارسون نشاطاتهم التخريبية بكل حرية"، لكن لم يتم قبول استقالتها فطلبت إجازة وغادرت كييف إلى شبة جزيرة القرم حيث عاش والداها في سيمفيروبول وقدمت لها الحكومة الروسية الدعم.

### القرم والخدمة الروسية
عندما انضمت القرم لروسيا في مارس تم تعيين بوكلونسكايا بمنصب المدعي العام لجمهورية القرم وقد رشح 4 أشخاص آخرون لنيل هذا المنصب لكن تم رفضهم من ضمنهم فياتشيسلاف بافلوف المدعي السابق للقرم، وقد انتقدت بوكلونسكايا المعارضة والاحتجاجات في أوكرانيا و«الانقلاب الغير شرعي»، فقامت الحكومة الأوكرانية المعارضة بتشريع قضية جنائية ضدها وتم تجريدها من مناصبها في أوكرانيا، وفور تعيينها في منصب المدعي العام للقرم من قبل الحكومة الروسية قامت بتحقيقات تخص الجرائم التي ارتكبتها المعارضة والجهات اليمينية المتطرفة مثل جريمة هجمات القناصة في ميدان كييف وجريمة تدمير المباني الحكومية في جنوب أوكرانيا وحرق الموظفيين أحياء وتخريب التماثيل والآثار مثل تدمير تمثال فلاديمير لينين في كييف، على أثر ذلك قامت الحكومة الأوكرانية المعارضة بإدراج بوكلونسكايا على قائمة المطلوبين وقام الاتحاد الأوروبي بإضافة بوكلونسكايا لقائمة العقوبات حيث تم منعها من الدخول لكل الدول الأوروبية وتجميد أرصدتها المالية في تلك الدول، وقد أدانت الحكومة الروسية العقوبات التي شرعتها الحكومة الأوكرانية ضد بوكلونسكايا.

## شعبيتها على الإنترنت

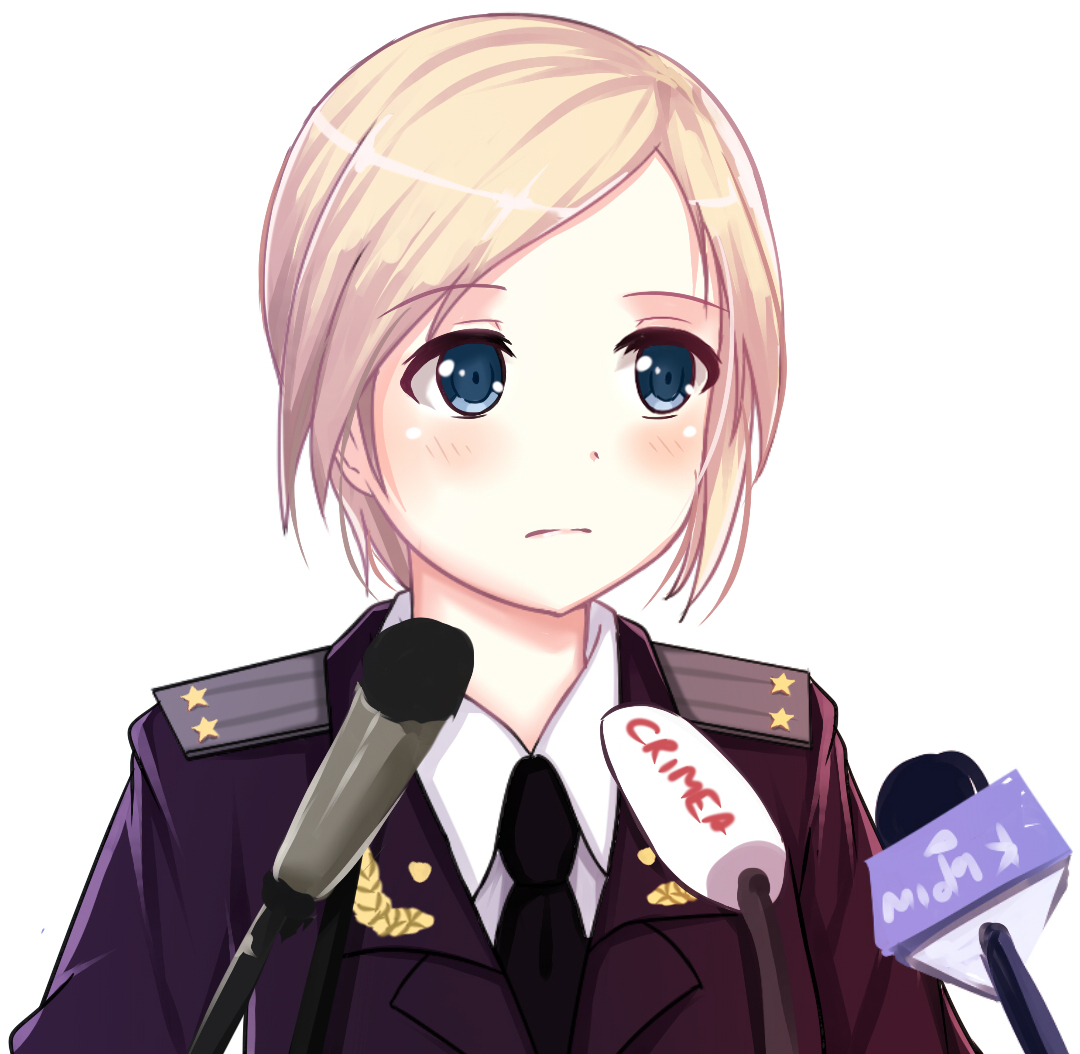
فن ناتاليا بوكلونسكايا من المعجبين

بعدما تم نشر فيديو المؤتمر الصحفي مع بوكلونسكايا في 11 مارس 2014 جذبت اهتمام الإعلام والمعجبين الشباب وخصوصاً من الصين واليابان حيث شاهد فيديو المؤتمر الصحفي أكثر من مليون وسبعمائة الف شخص خلال يوم واحد، كما انتشرت الرسومات الكارتونية التي تصور بوكلونسكايا على أنها فتاة أنمي.

## الحياة الشخصية والعائلية
بوكلونسكايا مطلقة ولديها بنت واحدة والديها متقاعدين ويعيشان في شبة جزيرة القرم، مات جدها أثناء الاحتلال النازي للاتحاد السوفيتي، أما جدتها فقد نجت من الحرب، وفي مارس 2014 قدمت بوكلونسكايا طلب للحصول على الجنسية الروسية.

## وصلات خارجية
- نتاليا بوكلونسكايا على موقع IMDb (الإنجليزية)
- نتاليا بوكلونسكايا على موقع كينوبويسك (الروسية)

- فيديو النائب العام للقرم ناتاليا بوكلونسكايا على يوتيوب يجمع أكثر من مليون مشاهدة خلال يوم واحد
- بوتين يختار للقرم أجمل نائب عام في روسيا (صور)
- ناتاليا بوكلونسكايا (مؤتمر صحفي، 11 مارس 2014) - يوتيوب
- نَتاليا بوكلونسكايا: النعومة الساحرة، والصرامة التي لا تساوم في الحق
- موقع فرنسي: نائبة «القرم» الجديدة تثير إعجاب شباب اليابان
- الوزيرة الأوكرانية الحسناء «المنشقة» تستقطب مشاهدة عالية على يوتيوب
- بوكلونسكايا..الأوكرانيون طلبوها للعدالة واليابانيون أعلنوها رمزا للبراءة